# Listarumsåsens naturreservat
Listarumsåsen är ett naturreservat i Tomelilla kommun i Skåne län.
Området är naturskyddat sedan 1976 och är 59 hektar stort. Reservatet består av marker på en rullstensås som tidigare varit öppna betesmark med buskar och enstaka träd och nu besår av en skog med ek och bok.